# Celine Song
Celine Song, née en 1988, est une réalisatrice, dramaturge et scénariste sud-coréenne et canadienne basée aux États-Unis. Parmi ses pièces figurent Endlings et The Seagull on The Sims 4. Son premier film en tant que réalisatrice, Past Lives, est présenté au Festival du film de Sundance 2023.

## Jeunesse et études
Song naît en Corée du Sud. À l'âge de 12 ans, elle déménage avec ses parents, tous deux artistes, dans la ville de Markham, en Ontario (Canada),. Son père, Song Neung-han, est cinéaste. Sa mère est illustratrice et graphiste.
Elle écrit sa première pièce, une adaptation de Prometheus, a une « classics conference » (l’Ontario Student Classics Conference) avec le Markham District Classics Club.
Dans un interview pour Vanity Fair, Song dit qu’elle a toujours su qu’elle voulait être écrivaine et se souvient avoir écrit un poème au sujet d’une arraignée mangeant un papillon lorsqu’elle vivait encore en Corée : « Je crois que c’était avant que j’émigre, donc je n’avais pas encore 12 ans ».
Song fréquente l'Université Queen's pour obtenir son diplôme de premier cycle et elle y étudie la psychologie. Elle déménage ensuite à New York pour un Master in Fine Arts en écriture dramatique de l'Université Columbia en 2014,.

## Carrière
La pièce de Celine Song Endlings fait sa première en 2019 à l'American Repertory Theatre. La diffusion du spectacle hors Broadway débute en mars 2020 au New York Theatre Workshop, mais est interrompue en raison de la pandémie de COVID-19. Le spectacle raconte l'histoire de trois femmes coréennes âgées, haenyeos, et d'un écrivain coréo-canadien vivant à New York,. Dans une critique mitigée, Alexandra Schwartz du New Yorker décrit Endlings comme « deux œuvres liées à peu près ensemble : une pièce traditionnelle qui cherche à dépeindre la vie des gens et un examen métafictionnel des propres motivations du dramaturge, qui flirte avec l'honnêteté avant de se livrer à un solipsiste chemin sans retour. »
En novembre 2020, Song réalise une production en direct de La Mouette de Tchekhov en utilisant Les Sims 4 sur Twitch pour le New York Theatre Workshop, intitulée The Seagull on The Sims 4,. Dans une critique pour Vulture, Helen Shaw fait l'éloge du jeu expérimental : « Je pense que le game-play/play-game de Song a réussi en capturant l'expérience non pas d'aller à un spectacle mais de travailler sur un spectacle. À sa demande, les téléspectateurs ont apporté la qualité d'attention qui accompagne la collaboration, et cela ressemblait à un moteur en marche sous l'ensemble, essayant de faire avancer le spectacle » 
Son premier travail de scénariste pour la télévision est celui de scénariste pour la première saison de La Roue du temps de Prime Video.

### Past Lives
Song écrit le scénario de Past Lives, son premier film en tant que réalisatrice, sur deux amis d'enfance, séparés par l'émigration de la jeune fille avec sa famille vers le Canada et qui, grâce aux réseaux sociaux, reprennent contact plus tard à l'âge adulte (interprétés par Greta Lee et Teo Yoo). Le film est produit par A24 et présenté en avant-première au Festival du film de Sundance 2023 le 21 janvier 2023. Benjamin Lee du Guardian lui attribue la note de 4 sur 5 étoiles et loue le travail de Song : « ... en tant qu'écrivaine, Song parvient à garder son dialogue incroyablement léger et sobre tandis qu'en tant que réalisatrice, elle capture les deux villes avec assurance et les évoque avec une ampleur qui dément son inexpérience. C'est un beau film, transportant mais réalisé les deux pieds sur terre.» Richard Lawson de Vanity Fair salue le film comme « ... discret et pourtant vaste dans sa considération des lents changements de la vie, du passé murmurant toujours, au présent. Le film est un début aussi prometteur qu'on peut espérer voir à Sundance, l'annonce d'une cinéaste confiante dans son métier et généreuse dans son cœur. » Alissa Wilkinson de Vox déclare que Past Lives devrait être «... l'un des films dont on parle le plus en 2023.» Le film de Celine Song est comparé à ceux de Richard Linklater, Woody Allen et Noah Baumbach,.

## Vie privée
Song réside à New York avec son mari (depuis 2016), l'écrivain Justin Kuritzkes,.

## Filmographie

### Film
| Année | Titre        | Remarques                  | Réf.   |
| ----- | ------------ | -------------------------- | ------ |
| 2023  | Past Lives   | Scénariste et réalisatrice | [ 14 ] |
| 2025  | Materialists | Scénariste et réalisatrice | [ 21 ] |

### Télévision
| Année | Titre            | Remarques               | Réf.  |
| ----- | ---------------- | ----------------------- | ----- |
| 2021  | La roue du temps | Showrunner ; 8 épisodes | [ 1 ] |

## Théâtre
| Année | Titre                      | Rôle       | Remarques                    | Réf.   |
| ----- | -------------------------- | ---------- | ---------------------------- | ------ |
| 2020  | Endlings                   | Dramaturge | NYTW ; février-mars 2020     | [ 22 ] |
| 2020  | The Seagull on The Sims 4. | Dramaturge | NYTW ; 27 et 28 octobre 2020 | [ 23 ] |

## Distinctions

### Nominations
- Golden Globes 2024 :
  - Meilleur film dramatique pour Past Lives
  - Meilleure réalisation
  - Meilleur scénario

- Oscars 2024 : Meilleur scénario original pour Past Lives